# Bangladeschische Cricket-Nationalmannschaft in Simbabwe in der Saison 2022
Die Tour der bangladeschischen Cricket-Nationalmannschaft nach Simbabwe in der Saison 2022 fand vom 31. Juli bis zum 10. August 2022 statt. Die internationale Cricket-Tour war Bestandteil der Internationalen Cricket-Saison 2022 und umfasste drei ODIs und drei Twenty20s. Simbabwe gewann beide Serien 2–1.

## Vorgeschichte
Simbabwe bestritt zuvor eine Tour gegen Afghanistan, Bangladesch eine Tour in den West Indies. Das letzte Aufeinandertreffen der beiden Mannschaften bei einer Tour war in der Saison 2021 in Simbabwe.

## Stadion
Das folgende Stadion wurden für die Tour als Austragungsort vorgesehen.
| Stadion            | Stadt  | Kapazität | Spiele                   |
| ------------------ | ------ | --------- | ------------------------ |
| Harare Sports Club | Harare | 10.000    | 1. – 3. ODI; 1. – 3. T20 |

## Kaderlisten
Irland benannte seinen Kader am 17. Juni 2022.
Neuseeland benannte seinen ODI-Kader am 21. Juni 2022.
| ODI | ODI | Twenty20 | Twenty20 |
| Simbabwe | Bangladesch | Simbabwe | Bangladesch |
| --- | --- | --- | --- |
| - Regis Chakabva (K) - Ryan Burl - Tanaka Chivanga - Brad Evans - Luke Jongwe - Innocent Kaia - Takudzwanashe Kaitano - Clive Madande - Wesley Madhevere - Tadiwanashe Marumani - Wellington Masakadza - Tony Munyonga - Tarisai Musakanda - Richard Ngarava - Victor Nyauchi - Sikandar Raza - Milton Shumba | - Tamim Iqbal (K) - Afif Hossain - Anamul Haque - Ebadot Hossain - Hasan Mahmud - Litton Das - Mahmudullah - Mehidy Hasan Miraz - Mohammad Naim - Mosaddek Hossain - Mushfiqur Rahim - Mustafizur Rahman - Najmul Hossain Shanto - Nasum Ahmed - Nural Hasan - Shoriful Islam - Taijul Islam - Taskin Ahmed | - Craig Ervine (K) - Ryan Burl - Regis Chakabva - Tanaka Chivanga - Brad Evans - Luke Jongwe - Innocent Kaia - Wesley Madhevere - Tadiwanashe Marumani - Wellington Masakadza - John Masara - Tony Munyonga - Richard Ngarava - Victor Nyauchi - Sikandar Raza - Milton Shumba - Sean Williams | - Nurul Hasan (K) - Afif Hossain - Anamul Haque - Hasan Mahmud - Litton Das - Mahedi Hasan - Mehidy Hasan Miraz - Mosaddek Hossain - Munim Shahriar - Mustafizur Rahman - Najmul Hossain Shanto - Nasum Ahmed - Parvez Hossain Emon - Shoriful Islam - Taskin Ahmed |

## Twenty20 Internationals

### Erstes Twenty20 in Harare
| 30. Juli Scorecard | Harare | Simbabwe 205-3 (20)          | – | Bangladesch 188-6 (20) |
|                    |        | Simbabwe gewinnt mit 17 Runs |   |                        |

Simbabwe gewann den Münzwurf und entschied sich als Schlagmannschaft zu beginnen. Eröffnungs-Batter Craig Ervine konnte mit dem dritten Schlafmann Wessly Madhevere eine erste Partnerschaft aufbauen. Ervine schied nach 21 Runs aus und wurde durch Sean Williams gefolgt. Madhevere schied kurz vor Ende des innings verletzt nach 67 Runs aus und der hineingekommene Partner Sikandar Raza beendete das Innings mit 65* Runs und setzte so eine Vorgabe von 206 Runs. Bester Bowler für Bangladesch war Sikandar Raza mit 2 Wickets für 50 Runs. Für Bangladesch fand Litton Das mit Anamul Haque einen ersten Partner. Das schied nach 32 Runs aus und wurde durch Najmul Hossain Shanto gefolgt. Haque verlor nach 26 Runs sein Wicket und Shanto nach 37. Der letzten Partnerschaft zwischen Nurul Hasan und Mosaddek Hossain gelang es nicht die Vorgabe einzuholen, wobei Hossain nach 13 Runs ausschied und Hasan mit ungeschlagenen 42* Runs das Innings beendete. Bester simbabwischer Bowler war Luke Jongwe mit 2 Wickets für 34 Runs. Als Spieler des Spiels wurde Sikandar Raza ausgezeichnet.

### Zweites Twenty20 in Harare
| 1. August Scorecard | Harare | Simbabwe 135-8 (20)               | – | Bangladesch 136-3 (17.3) |
|                     |        | Bangladesch gewinnt mit 7 Wickets |   |                          |

Simbabwe gewann den Münzwurf und entschied sich als Schlagmannschaft zu beginnen. Das team verlor früh drei Wickets, bevor sich Sikandar Raza etablierte. An dessen Seite erzielte Ryan Burl 32 Runs, bevor er selbst nach einem Fifty über 62 Runs ausschied. Bis zum Ende des Innings konnte Luke Jongwe 11* Runs erreichen. Bester bangladeschischer Bowler war Mosaddek Hossain mit 5 Wickets für 20 Runs. Für Bangladesch konnte Eröffnungs-Batter Litton Das zusammen mit dem dritten Schlagmann Anamul Haque eine erste Partnerschaft aufbauen. Das schied nach einem Half-Century über 56 Runs aus und wurde durch Afif Hossain ersetzt. Haque verlor nach 16 Runs sein Wicket und Hossain konnte dann zusammen mit Najmul Hossain Shanto die Vorgabe einholen. Hossain erreichte dabei 30* Runs und Shanto 19* Runs. Die simbabwischen Wickets erzielten Sean William, Sikandar Raza und Richard Ngarava. Als Spieler des Spiels wurde Mosaddek Hossain ausgezeichnet.

### Drittes Twenty20 in Harare
| 2. August Scorecard | Harare | Simbabwe 156-8 (20)         | – | Bangladesch 146-8 (20) |
|                     |        | Simbabwe gewann mit 10 Runs |   |                        |

Simbabwe gewann den Münzwurf und entschied sich als Schlagmannschaft zu beginnen. Die Eröffnungs-Batter Regis Chakabva und Craig Ervine konnten eine erste Partnerschaft aufbauen. Chakabva schied nach 17 Runs aus und Ervine nach 24 Runs. Daraufhin bildete sich eine Partnerschaft zwischen Ryan Burl und Luke Jongwe über 79 Runs. Jongwe verlor nach 35 Runs sein Wicket, bevor Burl nach einem Fifty über 54 Runs ausschied. Beste bangladeschische Bowler waren Mahedi Hasan und Hasan Mahmud, die beide 2 Wickets für 28 Runs erzielten. Nachdem Eröffnungs-Batter Litton Das nach 13 Runs ausschied field das Wicket von Anamul Haque nach 14 Runs. Daraufhin bildeten Najmul Hossain Shanto und Mahmudullah eine Partnerschaft. Shanto schied nach 16 Runs aus und wurde durch Afif Hossain ersetzt. Mahmudullah gelangen 27 Runs und an der Seite von Hossain konnte dann Mahedi Hasan 22 Runs erzielen. Hossain gelang es jedoch nicht die Vorgabe einzuholen und beendet edas Innings selbst mit 39* Runs. Bester simbabwischer Bowler war Victor Nyauchi mit 3 Wickets für 29 Runs. Als Spieler des Spiels wurde Ryan Burl ausgezeichnet.

## One-Day Internationals

### Erstes ODI in Harare
| 5. August Scorecard | Harare | Bangladesch 303-2 (50)         | – | Simbabwe 307-5 (48.2) |
|                     |        | Simbabwe gewinnt mit 5 Wickets |   |                       |

Simbabwe gewann den Münzwurf und entschied sich als Feldmannschaft zu beginnen. Die bangladeschischen Eröffnungs-Batter Tamim Iqbal und Litton Das bildeten eine erste Partnerschaft. Iqbal schied nach einem Fifty über 62 Runs aus und wurde durch Anamul Haque ersetzt. Nachdem Das nach einem Half-Century über 73 Runs verletzt ausgeschieden war, bildete Haque zusammen mit Mushfiqur Rahim eine Partnerschaft über 96 Runs. Haque verlor nach 73 Runs sein Wicket und Rahim beendete zusammen mit Mahmudullah das Innings. Rahim erreichte dabei ein Fifty über 52* Runs und Mahmudullah 20* Runs. Die simbabwischen Wickets erzielten Victor Nyauchi und Sikandar Raza. Nachdem die simbabwischen Eröffnungs-Batter früh ihre Wicket verloren etablierte sich Innocent Kaia. An seiner Seite erzielte Wessly Madhevere 19 Runs, bevor er mit Sikandar Raza eine Partnerschaft über 192 Runs bildete. Kaia verlor nach einem Century über 110 Runs aus 122 Bällen sein Wicket und wurde durch Luke Jongwe ersetzt, der 24 Runs erreichte. Raza konnte dann die Vorgabe einholen, nachdem er selbst ein ungeschlagenes Century über 135 Runs aus 109 Bällen erzielte. Vier verschiedene Bowler erzielten jeweils ein Wicket für Bangladesch. Als Spieler des Spiels wurde Sikandar Raza ausgezeichnet.

### Zweites ODI in Harare
| 7. August Scorecard | Harare | Bangladesch 290-9 (50)         | – | Simbabwe 291-5 (47.3) |
|                     |        | Simbabwe gewinnt mit 5 Wickets |   |                       |

Simbabwe gewann den Münzwurf und entschied sich als Feldmannschaft zu beginnen. Für Bangladesch bildeten die Eröffnungs-Batter Tamim Iqbal und Anamul Haque eine erste Partnerschaft. Iqbal schied nach einem Half-Century über 50 Runs aus und kurz darauf auch Haque nach 20 Runs. Ihnen folgten Najmul Hossain Shanto und Mushfiqur Rahim. Rahim verlor sein Wicket nach 25 Runs und es etablierte sich Mahmudullah. Shanto schied nach 38 Runs aus und an der Seite von Mahmudullah konnten dann Afif Hossain 41 Runs und Mehidy Hasan Miraz 15 Runs erreichen. Mahmudullah beendete dann das Inning sungeschlagen mit einem Fifty über 80* Runs. Bester simbabwischer Bowler war Sikandar Raza mit 3 Wickets für 56 Runs. Für Simbabwe konnte Eröffnungs-Batter Tadiwanashe Marumani 25 Runs erzielen, bevor sich eine Partnerschaft zwischen Sikandar Raza und Regis Chakabva bildete. Zusammen erzielten sie 201 Runs, bevor Chakabva nach einem Century über 102 Runs aus 75 Bällen ausschied. Ihm folgte Tony Munyonga der zusammen mit Raza die Vorgabe einholte. Raza erzielte dabei ein Century über 117* Runs aus 127 Runs und Munyonga 30* Runs. Beste bangladeschische Bowler waren Hasan Mahmud mit 2 Wickets für 47 Runs und Mehidy Hasan Miraz mit 2 Wickets für 50 Runs. Als Spieler des Spiels wurde Sikandar Raza ausgezeichnet.

### Drittes ODI in Harare
| 10. August Scorecard | Harare | Bangladesch 256-9 (50)           | – | Simbabwe 151 (32.2) |
|                      |        | Bangladesch gewinnt mit 105 Runs |   |                     |

Simbabwe gewann den Münzwurf und entschied sich als Feldmannschaft zu beginnen. Eine erste Partnerschaft für Bangladesch bildeten Tamim Iqbal und Anamul Haque. Iqbal schied nach 19 Runs aus und Haque fand Mahmudullah als Partner. Haque verlor dann nach einem Half-Century über 76 Runs sein Wicket, woraufhin Afif Hossain sich etablierte. Mahmudullah schied nach 39 Runs aus und der ihm folgende Mehidy Hasan Miraz erreichte 14 Runs. Hossain beendete dann das Innings mit einem ungeschlagen Fifty über 85 Runs. Beste simbabwischen Bowler waren Luke Jongwe mit 2 Wickets für 38 Runs und Brad Evans mit 2 Wickets für 53 Runs. Nachdem die simbabwischen Eröffnungs-Batter früh ausschieden erzielte Innocent Kaia 10 Runs. Clive Madande erreichte danach 24, Tony Munyonga 13 und Luke Jongwe 15 Runs. Eine letzte Partnerschaft bildeten Richard Ngarava und Victor Nyauchi. Nyauchi schied dann nach 26 Runs aus, während Ngarava zu diesem Zeitpunkt 34* Runs erreicht hatte, was nicht ausreichte, um die Vorgabe einzuholen. Bester bangladeschischer Bowler war Mustafizur Rahman mit 4 Wickets für 17 Runs. Als Spieler des Spiels wurde Afif Hossain ausgezeichnet.

## Auszeichnungen

### Player of the Series
Als Player of the Series wurden der folgende Spieler ausgezeichnet.
| Serie   | Player of the Series |
| ------- | -------------------- |
| ODI     | Sikandar Raza        |
| Tweny20 | Sikandar Raza        |

### Player of the Match
Als Player of the Match wurden die folgenden Spieler ausgezeichnet.
| Spiel       | Player of the Match |
| ----------- | ------------------- |
| 1. ODI      | Sikandar Raza       |
| 2. ODI      | Sikandar Raza       |
| 3. ODI      | Afif Hossain        |
| 1. Twenty20 | Sikandar Raza       |
| 2. Twenty20 | Mossaddek Hossain   |
| 3. Twenty20 | Ryan Burl           |